# Силику
Силѝку (на гръцки: Σιλίκου) е село в Кипър, окръг Лимасол. Според статистическата служба на Република Кипър през 2001 г. селото има 98 жители.
Намира се на 5 km южно от Пера Педи.